# Корчевание
Корчева́ние — процесс удаления пней деревьев или кустарника из грунта вместе с корнями. Производится при лесоразведении и при расчистке площадей.
Существуют следующие основные категории методов корчевания:
- Механический — основной промышленный способ, заключающийся в использовании машин и механизмов для приложения к пню силы, приводящий к его извлечению из грунта. Существуют разные принципы действия механизмов — винтовой, системы зубчатых колёс, рычажный и гидравлического пресса[2].
- Взрывной — также промышленный способ, при котором под пень закладывается один или несколько зарядов взрывчатки в высверленные в грунте отверстия. Преимущественно используется при заготовке пнёвого осмола[1].
- Огневой — заключается в выжигании предварительно подготовленного пня. В качестве промышленного практически не применяется[1].
- Ручной — включает в себя подкопку, обрубку корней и вытаскивание с помощью лаг, лебёдки или полиспаста. Также почти не применяется в промышленных масштабах[1].